# Maria Larsson (lekkoatletka)
Maria Larsson (ur. 24 marca 1994) – szwedzka lekkoatletka specjalizująca się w biegach długich.
Uczestniczka mistrzostw Europy w biegach na przełaj w Budapeszcie (2012). W 2013 zajęła 4. miejsce na dystansie 3000 metrów z przeszkodami podczas juniorskich mistrzostw Europy w Rieti. W tym samym roku zajęła 7. miejsce indywidualnie oraz zdobyła srebro w drużynie juniorek na mistrzostwach Europy w biegach przełajowych.
Reprezentantka Szwecji na drużynowych mistrzostwach Europy.

## Osiągnięcia
| Rok  | Impreza                                   | Miejsce   | Konkurencja                        | Pozycja     | Wynik    |
| ---- | ----------------------------------------- | --------- | ---------------------------------- | ----------- | -------- |
| 2012 | Mistrzostwa Europy w biegach przełajowych | Budapeszt | bieg juniorek                      | 27. miejsce | 14:32    |
| 2013 | I liga drużynowych mistrzostw Europy      | Dublin    | bieg na 3000 metrów z przeszkodami | 6. miejsce  | 9:57,95  |
| 2013 | Mistrzostwa Europy juniorów               | Rieti     | bieg na 3000 metrów z przeszkodami | 4. miejsce  | 10:12,83 |
| 2013 | Mistrzostwa Europy w biegach przełajowych | Belgrad   | bieg juniorek                      | 7. miejsce  | 13:39    |
| 2013 | Mistrzostwa Europy w biegach przełajowych | Belgrad   | drużyna juniorek                   | 2. miejsce  |          |
| 2014 | Mistrzostwa Europy w biegach przełajowych | Samokow   | bieg młodzieżowców                 | –           | DNF      |
| 2016 | Mistrzostwa Europy                        | Amsterdam | bieg na 3000 metrów z przeszkodami | eliminacje  | 9:50,16  |
| 2017 | I liga drużynowych mistrzostw Europy      | Vaasa     | bieg na 3000 m z przeszkodami      | 5. miejsce  | 9:58,77  |
| 2017 | Mistrzostwa świata                        | Londyn    | bieg na 3000 m z przeszkodami      | eliminacje  | 9:48,13  |
| 2017 | Mistrzostwa Europy w biegach przełajowych | Šamorín   | bieg seniorek                      | 19. miejsce | 28:05    |

## Rekordy życiowe
- bieg na 3000 metrów – 9:27,09 (2013)
- bieg na 3000 metrów z przeszkodami – 9:39,96 (2017)